# Réserve naturelle des Courtils à Bouquelon
Pour les articles homonymes, voir Courtils (homonymie).
La réserve naturelle des Courtils à Bouquelon est une ancienne réserve naturelle volontaire créée en 1995 et située dans le marais Vernier. Elle a été intégrée en 2013 à la réserve naturelle nationale du marais Vernier et n'a donc plus d'existence légale[réf. nécessaire].

## Historique
Le site est constitué de lanières de terrain longues de 1 200 mètres séparées par des drains et correspondent à d’anciens courtils (jardins en vieux français) dont la partie haute était autrefois dévolue à la culture maraîchère. Il est situé sur la commune de Bouquelon où une vingtaine d'hectares de courtils ont été classés[réf. nécessaire] en réserve naturelle volontaire dès 1995. C'était la première réserve naturelle volontaire de Haute-Normandie. 
Les courtils abritent en effet un patrimoine naturel riche de plusieurs espèces protégées et de nombreuses menacées (plus de 150 espèces patrimoniales y ont été recensées). Les bovins d'Écosse, les chevaux de Camargue et les moutons Shetland entretiennent le site et contribuent à lutter contre l'enfrichement. Un sentier de découverte est mis à disposition sur l'une des parcelles de la réserve pour en découvrir les richesses biologiques.
Le territoire des Courtils de Bouquelon est intégré depuis 2013 dans la réserve naturelle nationale du marais Vernier. Il s'étend sur 70 hectares intégrant aussi une partie du coteau adjacent[Lequel ?] afin de préserver des continuités écologiques. Elle est gérée depuis son origine par l'association « Courtils de Bouquelon » avec le soutien principal de l'Agence de l'eau Seine Normandie. Son président est le docteur vétérinaire Guillaume Lecomte et son conservateur le docteur Thierry Lecomte.
Tous les ans, des visites y sont organisées sur demande (naturalistes, élus, gestionnaires de milieux naturels, étudiants, journalistes, grand public, ...).